# 法國電視台
法國電視台（法語：France Télévisions）為法國公營電視台，其資金來源主要為電視廣告收入。旗下頻道有 法國電視二台（France 2）、法國電視三台（France 3）、法國電視四台（France 4）、法國電視五台（France 5）和La Première。

## 歷史
從 1964 年到 1975 年，法國廣播電視公司被一個名為「法國國家廣播電視」的組織壟斷。為了刺激競爭，該組織於 1975 年進行了拆分，以便法國的三個電視頻道 — TF1、Antenne 2、和FR3 仍歸法國政府所有，但彼此獨立運作。然而，1987 年 TF1 出售給布依格以及其他新私人廣播公司（例如 Canal+ 和 La Cinq，後者在 1992 年 4 月停止傳輸後被公共頻道法國電視五台 (La Cinquième) 取代）的競爭加劇，導致收視率下降其餘兩個公共頻道在1987 年至1989 年間失去了30% 的市佔率。然而，當任命一位總幹事來管理Antenne 2和FR3並成為法國電視台聯合實體的一部分時，這些頻道得以保存。 1992年，它們分別更名為法国电视二台和法國電視三台。

## 外部連結
- 法國電視台 （页面存档备份，存于）